# جاك غيبونز
جاك غيبونز (بالإنجليزية: Jack Gibbons)‏ هو موسيقي وملحن وعازف بيانو بريطاني، ولد في 2 مارس 1962.

## وصلات خارجية
- الموقع الرسمي
- جاك غيبونز على موقع ميوزك برينز (الإنجليزية)
- جاك غيبونز على موقع أول ميوزيك (الإنجليزية)
- جاك غيبونز على موقع ديسكوغز (الإنجليزية)